# Aleurocerus chiclensis
Aleurocerus chiclensis es un hemíptero de la familia Aleyrodidae, con una subfamilia: Aleyrodinae. Fue descrita científicamente en 1986 por Russell.